# Los Cienes
Los Cienes är en ort i Mexiko.   Den ligger i kommunen Ojinaga och delstaten Chihuahua, i den norra delen av landet, 1 200 km nordväst om huvudstaden Mexico City. Los Cienes ligger 1 237 meter över havet och antalet invånare är 118.
Terrängen runt Los Cienes är platt. Runt Los Cienes är det mycket glesbefolkat, med 3 invånare per kvadratkilometer. Närmaste större samhälle är Nueva Holanda, 19,5 km norr om Los Cienes. Trakten runt Los Cienes består till största delen av jordbruksmark.